# George Mackay Brown
George Mackay Brown (17. října 1921, Stromness, Orkneje – 13. dubna 1996) byl skotský básník, prozaik a dramatik původem z Orknejí, s nimiž je jeho tvorba úzce spjata.

## Život
George Mackay Brown se narodil 17. října 1921 v městečku Stromness, které se nachází na největším ostrově Orknejí zvaném Mainland. Jeho otec John Brown pracoval jako místní pošťák. Matka Mairi Mackay byla původem ze Sutherlandu a jejím mateřským jazykem byla nikoliv angličtina, ale skotská gaelština. Ve dvanácti letech Mackay Brown onemocněl spalničkami a těžký průběh nemoci mu oslabil plíce. Následkem dětské nemoci pak do konce života trpěl dýchacími problémy. R. 1941 byla Mackay Brownovi diagnostikována plicní tuberkulóza a strávil šest měsíců v nemocnici v Kirkwallu, hlavním centru Orknejí. V této době také začíná psát poezii.
R. 1950 se Mackay Brown seznámil s básníkem a překladatelem Edwinem Muirem, který rozpoznal jeho literární talent a podporoval jej v umělecké tvorbě. V padesátých letech začal Mackay Brown studovat anglickou literaturu na univerzitě v Edinburghu a v rámci svého postgraduálního studia se zabýval tvorbou anglického básníka Gerarda Manleyho Hopkinse. V Edinburghu se také seznámil s dalšími významnými autory, například s Normanem MacCaigem, Sydneym Goodsirem Smithem, Hughem MacDiarmidem a dalšími.